# Jean Dransart
Pour l’article homonyme, voir Dransart.
Jean Dransart, né le 17 mars 1915 à Vire et mort le 17 février 2009 à Le Nouvion-en-Thiérache, est un peintre français.

## Biographie
Fernand Jean Émile Dransart est le fils de Germaine Gobeau et de Fernard Dransart, ingénieur. 
Peintre autodidacte, il travaille dans les grands magasins à Lille et consacre son temps libre à sa passion artistique. Il fait son service militaire et participe à la Seconde Guerre mondiale. En 1945, il rencontre son épouse. Il commence à peindre à 44 ans et en décembre 1961, il expose ses œuvres à Paris à la galerie Bernheim avec succès. 
Il obtient dans un premier temps une reconnaissance locale puis nationale et internationale. En 1962, il reçoit la médaille de bronze de la Ville de Paris. En 1963, il reçoit le prix Eugène-Delacroix à Dijon et le prix des Provinces Françaises à Vichy. En 1970, il reçoit la médaille d’or de la ville de Fourmies et la médaille d'officier de l'ordre du mérite culturel et artistique. En 1984, il reçoit la Targa d’or de l’Académie Italienne. En 1985, il reçoit un Oscar de l’Académie Italienne. En 1986, il reçoit la grande médaille d’or à la 2e Biennale d’art moderne de Genève. En 1987, il reçoit la médaille de vermeil de la société académique Arts-Sciences-Lettres de Paris. 
En 1996, l'écomusée de l'Avesnois organise une vaste rétrospective de son œuvre. Dransart lègue d'ailleurs son atelier à l'écomusée en 2004. 
Il expose à Nouméa, Milan, New-York, Séoul, Paris, mais principalement au Japon.

## Vie privée
Il se marie le 22 septembre 1945 à Berck-sur-mer à Jeanine Waldmann, avec qui il a trois filles. Son atelier se situe à Ohain.  

## Œuvre
L’œuvre de Dransart se caractérise par des « ratures de couleurs atténuées » ainsi que des empâtements qu'il effectue en partie au couteau. Il représente de cette façon des natures mortes, des intérieurs ainsi que des scènes figuratives.

## Collections publiques
- 1962 : Hiver sur le jardin, musée des Augustins de Toulouse[8].
- Le village d’Ohain, bibliothèque de Fourmies.
- Hôtel de ville de Fourmies.

## Expositions
- 1961, 1962, 1964 : Galerie Marcel Bernheim, Paris[4].
- 1962 : Galerie Apollo, Bruxelles[4].
- 1962 : Galerie Œillet, Toulouse[4].
- 1963 : Galerie Saint-Antoine, Cannes[4].
- 1963 : Galerie Vauban, Dijon[4].
- 1965 : Hôtel Bellevue, Lille[4].
- 1968 : Hôtel Bellevue, Lille[4].
- 1973-1974 : New York[4].
- 1976 : New York[4].
- 1976 : musée de Nouvelle-Calédonie, Nouméa[4].
- 1977 : Galerie Le Colombier, Lille[4].
- 1981 : Galerie Au Point Central, Lille[4].
- 1991 : Galerie d'Art de la Place Beauvau[4].